# 降臨道令
降臨道令（カンリムドリョン、朝: 강림도령）は、韓国の死神の一種である。済州島のチャサボンプリと咸鏡道のジンガジャン巫歌に登場する人物である。 

## フィクションの降臨道令
- 「神と共に」（漫画）
  - 「神と共に 第一章:罪と罰」（映画）
  - 「神と共に 第二章:因と縁」（映画）
- 「ゴーストメッセンジャー」（アニメーション）